# Јабланица (Севница)
Јабланица (словен. Jablanica) је насељено место у општини Севница, Посавска регија, Словенија.

## Историја
До територијалне реорганизације у Словенији била је у саставу старе општине Севница.

## Становништво
У попису становништва из 2011. године, Јабланица је имала 144 становника.
| Број становника према пописима | Број становника према пописима | Број становника према пописима |
| ------------------------------ | ------------------------------ | ------------------------------ |
| 1991                           | 2002                           | 2011                           |
| 142                            | 121                            | 144                            |

Напомена: Године 1952. повећано за насеље Симерт, а 1953. за насеље Завине које су укинуте.